# 王構
王 構（おう こう、1245年 - 1307年）は、モンゴル帝国（大元ウルス）に仕えた漢人官僚の一人。字は肯堂。東平府須城県の出身。

## 生涯
王構の父の王公淵は金末の混乱期に育ち、兄3人が戦乱から逃れるため家を離れたが、王公淵のみ家族の墳墓を守るため留まり、家を残すことができたとの逸話が伝えられている。王構は幼少の頃より聡明なことで知られ、学問に励んで東平行台（漢人世侯の厳氏支配下の東平地方を統治する機関）の掌書記に抜擢された。
1274年（至元11年）には翰林国史院編修官の地位を授かり、南宋の首都の臨安が陥落した時には三館図籍・太常天章礼器儀仗を接収する役目を担っている。
1276年（至元13年）秋に王構は朝廷に戻り、応奉翰林文字の地位に遷った。1281年（至元18年）にはコルゴスンを首班とする司徒府が成立、王構も司徒府の司直に任じられた。この時の司徒府はアフマド・ファナーカティーが首班であった尚書省に対抗するものと位置づけられており、「丞相府」とも呼ばれる政治の中心となっていた。1282年（至元19年）春、アフマドの暗殺事件が起こると、事態の収集に務めたコルゴスンは中書右丞相に抜擢され、王構はその側近として庶務に従事したという。しかし、コルゴスンが失脚した後は、淮東提刑按察副使、侍御史、翰林侍講学士などの職を務めた。
1294年（至元31年）にオルジェイトゥ・カアン（成宗テムル）が即位すると、学士として『世祖実録』の編纂に携わった。実録が完成すると参議中書省事の地位に移ったが、まもなく病により東平に帰った。それからしばらくして済南路総管に抜擢され、民を苦しめる王族の従者を北境に移したとの逸話がある。1307年（大徳11年）にクルク・カアン（武宗カイシャン）が即位した後、再び国史の編纂に携わるために翰林学士承旨に任命されたが、それからまもなく病により63歳にして亡くなった。
息子には南台御史中丞の地位にまで至った王士熙、淮西廉訪司僉事となった王士点らがいた。